# 1540年
| 千纪： | 2千纪 |
| 世纪： | 15世纪 \| 16世纪 \| 17世纪                                                                                 |
| 年代： | 1510年代 \| 1520年代 \| 1530年代 \| 1540年代 \| 1550年代 \| 1560年代 \| 1570年代                           |
| 年份： | 1535年 \| 1536年 \| 1537年 \| 1538年 \| 1539年 \| 1540年 \| 1541年 \| 1542年 \| 1543年 \| 1544年 \| 1545年 |
| 纪年： | 庚子年（鼠年）；明嘉靖十九年；越南莫朝大正十一年，后黎朝元和八年；日本天文九年                             |

## 大事记
- 5月17日——普什圖人舍爾沙趁著莫臥兒帝國統治者胡馬雍出征古吉拉特邦時，出兵進佔德里，建立蘇爾王朝。
- 9月27日——羅馬教宗保祿三世批准“耶稣会”的成立，任命羅耀拉為首任總會長[1]。
- 10月2日——第四次威尼斯土耳其戰爭結束，奧圖曼帝國佔領更多的愛琴海島嶼，和全部摩里亞(伯羅奔尼撒)的威尼斯共和國領土。
- 10月4日——西班牙征服者小蒙特霍（英语：Francisco de Montejo the Younger）建立坎佩切。

## 出生
- 法蘭西斯·德瑞克，英國船長、探險家、航海家。（1596年逝世）